# Hernando de Soto (Ökonom)

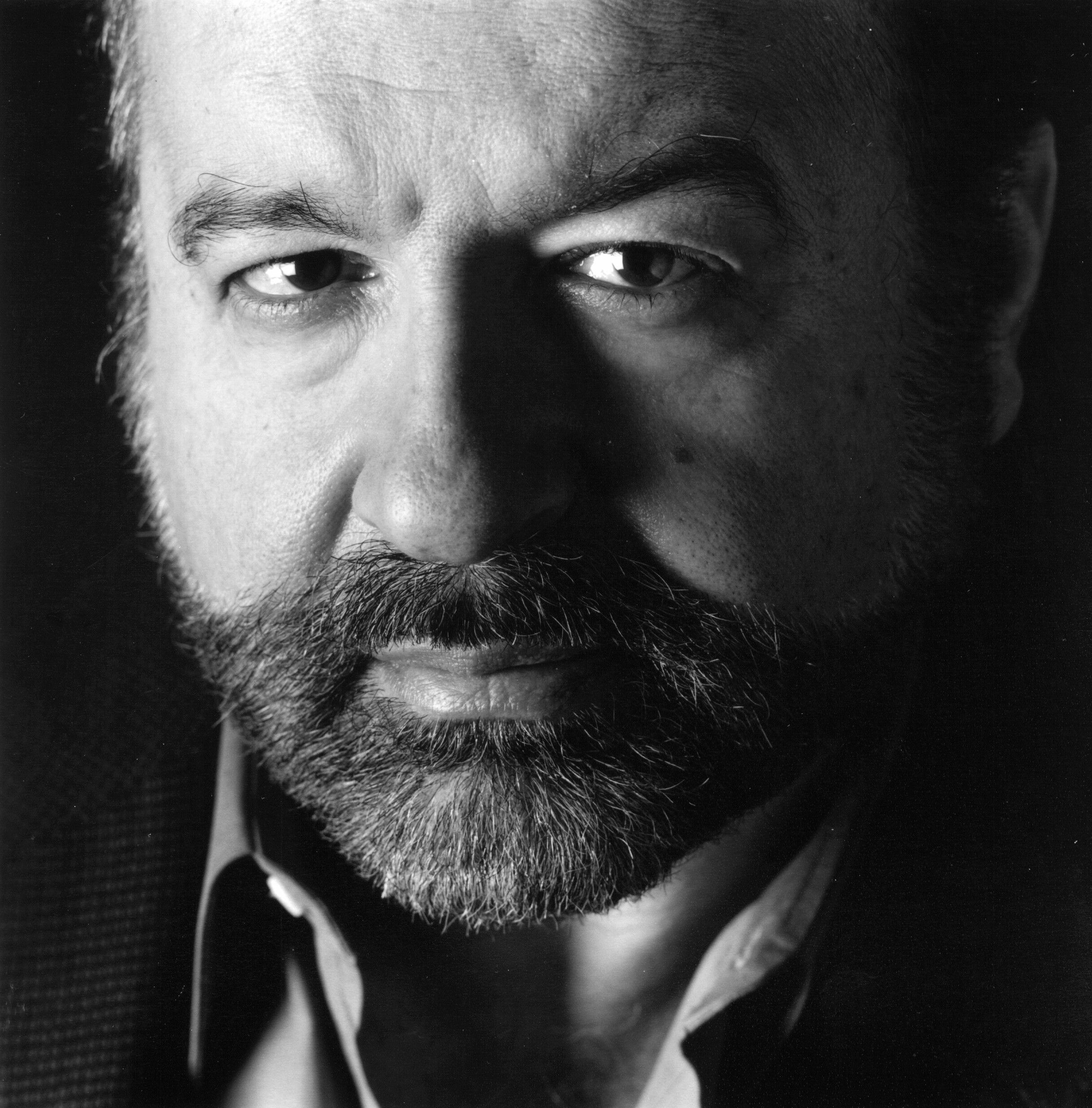
Hernando de Soto, 2000

Hernando de Soto Polar (* 2. Juni 1941 in Arequipa, Peru) ist ein peruanischer Ökonom, Wirtschaftsberater und Politiker. Sein entwicklungstheoretischer, an den Liberalismus angelehnter Ansatz ist interdisziplinär. De Soto sieht insbesondere in der informellen Wirtschaft ein Hemmnis für die Entwicklung unterentwickelter Länder und fordert eine verstärkte Institutionalisierung von Eigentum. Er trat 2021 als Kandidat in den Präsidentschaftswahlen Perus an.

## Leben
Hernando de Soto ist der Sohn eines Diplomaten, der als Chef der Kanzlei des damaligen sozialistischen Präsidenten José Luis Bustamante tätig war. Nach dem Militärputsch 1948 in Peru wanderte die Familie nach Europa aus. De Soto studierte am Genfer Institut universitaire de hautes études internationales Wirtschaftswissenschaften und Politik mit Abschluss in beiden Fächern. Nach einer Tätigkeit als Volkswirt beim GATT von 1968 bis 1971 war er von 1971 bis 1973 Präsident des Exekutivkomitees der Organisation Kupferexportierender Länder (CIPEC), bevor er 1973 als Direktor zur Schweizer Bank Corporation Consultant Group wechselte. 
1979 kehrte er nach Peru zurück, zunächst als Manager eines Bergbau-Unternehmens. Im gleichen Jahr wurde er zum Gouverneur der Zentralbank Perus berufen. 
1980 gründete er seine Beraterfirma Instituto de Libertad y Democracia (ILD), das seinen Hauptsitz in Lima hat und begann seine Arbeit über den informellen Sektor, die er 1986 unter dem Titel El otro sendero („Ein anderer Pfad“; deutsche Ausgabe: Marktwirtschaft von unten, 1992) veröffentlichte. In ihr stellt er die informelle Wirtschaft Limas und deren Probleme bei der wirtschaftlichen Entwicklung dar. Neben theoretischen Arbeiten ist das Institut vor allem damit befasst, das Eigentum an Grund und Boden sowie die Anteile an Unternehmen der ärmeren Bevölkerung zu dokumentieren. Durch diese Arbeiten und die Mitwirkung an Gesetzes- und Verwaltungsreformen gelang es in Peru, mehr als 1,2 Millionen Familien mit Eigentumsrechten auszustatten und etwa 380.000 Unternehmen, die zuvor im Schwarzmarkt tätig gewesen waren, in die formale Wirtschaftsordnung zu integrieren.
1989 wurde de Soto Berater von Präsident Alan García Pérez und 1990 bis 1992 wirtschaftspolitischer Berater von Präsident Alberto Fujimori, mit dem er nach dessen Putsch brach. Ab 1996 begann er sein Konzept auf andere Entwicklungsländer zu übertragen und veröffentlichte 1997 eine zweibändige Studie über den informellen Sektor Ägyptens. Neben Wladimir Putin lassen sich inzwischen 29 Staatschefs von Entwicklungs- und Schwellenländern von ihm und seinem Instituto de Libertad y Democracia beraten.

## Politik
Hernando de Soto trat 2021 als Kandidat in den Präsidentschaftswahlen Perus mit der Partei „Avanza País“ an, schied aber im ersten Wahlgang aus.

## The Mystery of Capital
2000 veröffentlichte er das Werk The Mystery of Capital, das 2002 auf Deutsch unter dem Titel Freiheit für das Kapital! erschien. Nach Angabe des konservativen Journalisten David Frum schrieb er als Ghostwriter für de Soto das Buch. In dem Buch wird ein Konzept zur Formalisierung informeller Wirtschaftssektoren vorgestellt: 
- Die fünf Geheimnisse des Kapitals
  1. Das Geheimnis fehlender Informationen
  2. Das Geheimnis des Kapitals
  3. Das Geheimnis des politischen Bewusstseins
  4. Vernachlässigte Lehren aus der Geschichte der USA
  5. Das Geheimnis des Scheiterns gesetzgeberischer Maßnahmen

- Die sechs Eigentumseffekte
  1. Ökonomisches Potential festlegen
  2. Integration von Informationen in ein System
  3. Verantwortlichkeit schaffen
  4. Vermögensgegenstände fungibel machen
  5. Menschen vernetzen
  6. Transaktionen schützen

- Blinder Fleck: Leben außerhalb der Glasglocke
  - Großer Extralegaler Sektor
  - Migration in die Städte
  - Wachsende Extralegalität
  - Keine Möglichkeit der Nutzung der Fähigkeiten und des Eigentums
  - Konkurrenz mit dem System
  - Wunsch nach Integration in das System

- Blinder Fleck 2: Leben außerhalb der Glasglocke von gestern
  - Problemstellung ist aus der Geschichte bekannt (Zunft...)
  - Zusammenbruch der alten Ordnung unvermeidbar
  - Europäische Vergangenheit ist der Gegenwart in den Entwicklungsländern sehr ähnlich.

- An die westliche Welt
  - Situation und Potential der Armen besser dokumentieren
  - Alle Menschen sind in der Lage zu sparen
  - Arme benötigen rechtlich integrierte Eigentumssysteme
  - Mafia-Organisationen sind Resultat einer Migration in eine Welt mit einem größeren organisatorischen Maßstab
  - Arme sind nicht das Problem, sondern die Lösung
  - Konstruktion eines Eigentumssystems ist die politische Herausforderung

- Strategien zur Überwindung der Armut
  - Gesellschaftsverträge in Recht überführen
  - Integriertes System schaffen
  - Extralegales Recht hören
  - Perspektive der Armen zu eigen machen
  - Eliten einbeziehen

## De Sotos Arbeit im theoretischen und praktischen Kontext
De Sotos entwicklungstheoretischer Ansatz ist interdisziplinär. Sein Ansatzpunkt sind die allzu oft übersehenen oder geringgeschätzen Kenntnisse und Fähigkeiten der sogenannten „einfachen Leute“ (span.: gente humilde), ihre Tatkraft und ihr Fleiß. De Soto trug entscheidend zur Neubewertung des Begriffs Informalität bei und ist sehr nah an den Neoliberalismus angelehnt. Er knüpft an Gedanken der Neuen Institutionenökonomie an: Institutionen müssen an wirtschaftlicher und gesellschaftlicher Entwicklung teilnehmen, indem sie auf den informellen Markt zugehen. De Sotos Definition des informellen Sektors unterscheidet sich von denen anderer dahingehend, dass er nur ein Kriterium verwendet, das der Nichtgesetzmäßigkeit der wirtschaftlichen Aktivität. De Soto sieht die lateinamerikanischen Staaten noch immer in einer merkantilistischen Phase, die die westlichen Industriestaaten bereits überwunden haben.
De Soto vertritt die These, dass eine der wesentlichen Ursachen der Armut in Entwicklungsländern die unzureichende Sicherheit des Eigentums ist. In umfangreichen Untersuchungen hat de Soto zunächst für Peru, dann auch für andere Entwicklungsländer herausgearbeitet, dass die weniger Privilegierten über erheblichen Grundbesitz und Anteile an Unternehmen verfügen, dies aber nicht durch formale Eigentumsrechte dokumentieren können. Dieses informelle Eigentum bindet „Totes Kapital“, weil es nicht als Sicherheit für Investitionen dienen kann und zudem weniger fungibel ist als rechtliche abgesichertes Eigentum.
Entwicklungsländer verfügen nicht, wie die westlichen Industrieländer, über eine historisch gewachsene Infrastruktur zur Dokumentation von Eigentum durch Grundbücher, Kataster, Handelsregister etc. Eine solche formale Erfassung von Eigentum ist nach de Soto Voraussetzung für die Bildung stabiler Märkte in den Entwicklungsländern. Nur auf dieser Grundlage entsteht Wirtschaftswachstum und kann Wohlstand durch Wirtschaftsreformen geschaffen werden. Ohne die Sicherung von rechtswirksamem Eigentum bleiben alle entwicklungspolitischen Maßnahmen ergebnislos. Das von ihm gegründete Instituto Libertad y Democracia (span.: Institut für Freiheit und Demokratie) unterstützte zunächst Bürger im Stadtteil Huaycán, dann auch in anderen Stadtteilen Limas und schließlich in ganz Peru dabei, rund 1,5 Millionen Immobilien als ihr Eigentum registrieren zu lassen.
Darüber hinaus sei eingetragenes Eigentum unumgänglich für eine stabile gesellschaftliche und politische Ordnung. Es ermögliche einen verbesserten Umweltschutz, zum Beispiel durch Verhinderung von Bodenerosion, weil rechtmäßige Eigentümer ein hohes Interesse an der Werterhaltung ihres Eigentums haben. In einer so verfassten Wirtschaftsordnung steigt zudem das Steueraufkommen, und damit werden die Handlungsmöglichkeiten der Regierung erweitert.

## Schriften
- Freiheit für das Kapital! Warum der Kapitalismus nicht weltweit funktioniert. Rowohlt, Berlin 2002, ISBN 3-87134-449-4.
- als Herausgeber mit Francis Cheneval: Realizing Property Rights (= Swiss Human Rights Book, Bd. 1). Rüffer & Rub, Zürich 2006, ISBN 978-3-907625-25-5.